# Neostylopyga michaelseni
Neostylopyga michaelseni es una especie de cucaracha del género Neostylopyga, familia Blattidae.

## Distribución
Esta especie se encuentra en Australia.